# Cedar Vale (Kansas)
Pour les articles homonymes, voir Cedar Vale.
Cedar Vale est une ville américaine située dans le comté de Chautauqua, au Kansas. Selon le recensement de 2010, sa population est de 579 habitants.